# Malaysian Open 2009
Il Malaysian Open 2009 (conosciuto anche come Proton Malaysian Open 2009 per ragioni di sponsor) è stato un torneo di tennis giocato sul cemento indoor.
È stata la 1ª edizione del Malaysian Open,
che fa parte della categoria ATP World Tour 250 series nell'ambito dell'ATP World Tour 2009.
Si è giocato al Bukit Jalil Sports Complex di Kuala Lumpur in Malaysia,
dal 26 settembre al 4 ottobre 2009.

## Partecipanti

### Teste di serie
| Nazionalità | Giocatore         | Ranking1 | Testa di serie |
| ----------- | ----------------- | -------- | -------------- |
| Russia      | Nikolaj Davydenko | 8        | 1              |
| Spagna      | Fernando Verdasco | 9        | 2              |
| Svezia      | Robin Söderling   | 11       | 3              |
| Cile        | Fernando González | 12       | 4              |
| Francia     | Gaël Monfils      | 13       | 5              |
| Rep. Ceca   | Tomáš Berdych     | 16       | 6              |
| Spagna      | David Ferrer      | 19       | 7              |
| Australia   | Lleyton Hewitt    | 26       | 8              |

- 1 Ranking al 21 settembre 2009.

### Altri partecipanti
Giocatori che hanno ricevuto una Wild card:
- Joachim Johansson
- Taylor Dent
- Marcos Baghdatis

Giocatori passati dalle qualificazioni:

- Brendan Evans
- Michail Kukuškin
- Michael Yani
- Rohan Bopanna

## Campioni

### Singolare
Nikolaj Davydenko ha battuto in finale  Fernando Verdasco con il punteggio di 6–4, 7–5.
- È il terzo titolo dell'anno per Davydenko, il 17º della sua carriera.

### Doppio
Mariusz Fyrstenberg /  Marcin Matkowski hanno battuto in finale  Igor' Kunicyn /  Jaroslav Levinský con il punteggio di 6–2, 6–1.